# Roland English
Pour les articles homonymes, voir English.
Roland Léo English (né le 1er janvier 1909 et mort le 15 janvier 1993) est un enseignant, fabricant, organisateur et homme politique fédéral du Québec.

## Biographie
Né à Rivière-aux-Renards au Québec, il travailla entre autres comme président de la Quebec Metal Prodects Company Ltd. De 1928 à 1935, il fut professeur à l'Académie Saint-Roch. Candidat de l'Action libérale nationale dans la circonscription de Gaspé-Nord en 1935, il fut défait par le libéral Thomas Côté.
À nouveau défait à Gaspé en 1953 alors qu'il s'y présentait comme candidat progressiste-conservateur, il y sera finalement élu en 1957. Réélu en 1958 et en 1962, il sera défait par le libéral Alexandre Cyr.
Tentant un retour en politique fédérale en 1965 dans Matapédia—Matane, il subira un autre revers par le libéral René Tremblay.
Durant son passage à la Chambre des communes, il fut secrétaire parlementaire du ministre des Pêcheries de 1959 à 1961 et en 1962. 